# جان تاتلوك
جان فرانسيس تاتلوك (21 فبراير 1914-4 يناير 1944) طبيبة نفسية وطبيبة عامة أمريكية. هي عضو في الحزب الشيوعي للولايات المتحدة الأمريكية، ومراسلة، وكاتبة في منشور حزب العامل الغربي. معروفة أيضًا بعلاقتها الرومانسية مع جاي. روبرت أوبنهايمر، مدير مختبر لوس ألاموس التابع لمشروع مانهاتن خلال الحرب العالمية الثانية.
هي ابنة جون سترونغ بيري تاتلوك، عالم فقه اللغة الإنجليزية القديم البارز والخبير في جيفري تشوسر، خريجة كلية فاسار وكلية الطب بجامعة ستانفورد، حيث درست لتصبح طبيبة نفسية. بدأت تاتلوك في مواعدة أوبنهايمر في عام 1936، عندما كانت طالبة دراسات عليا في جامعة ستانفورد، وكان أوبنهايمر أستاذًا للفيزياء في جامعة كاليفورنيا، بيركلي. نتيجة لعلاقتهما وعضويتها في الحزب الشيوعي، وضعها مكتب التحقيقات الفيدرالي تحت المراقبة وتنصت على هاتفها.
عانت من الاكتئاب وانتحرت في 4 يناير 1944.

## الرومانسية مع أوبنهايمر
كافحت تاتلوك مع حياتها الجنسية، وكتبت في وقت ما لصديق «كانت هناك فترة اعتقدت فيها أنني مثلية الجنس. ما زلت، بطريقة ما، مجبرةً على تصديق ذلك، لكن حقًا، منطقيًا، أنا متأكدة من أنني لا أستطيع أن أكون بسبب عدم رجولتي». بدأت في مواعدة روبرت أوبنهايمر في عام 1936، عندما كانت طالبة دراسات عليا هناك وكان أوبنهايمر أستاذًا للفيزياء في بيركلي. التقيا من خلال صاحبة المنزل، ماري إلين واشبورن، التي كانت أيضًا عضوًا في الحزب الشيوعي، عندما عقدت واشبورن حملة لجمع التبرعات للجمهوريين الإسبان المدعومين من الشيوعية. بدآ المواعدة وكانت بينهما علاقة عاطفية، تقدم لها مرتين لكنها رفضت. يُنسب إليها الفضل في تقديم أوبنهايمر للسياسة الراديكالية خلال أواخر الثلاثينيات من القرن العشرين، وللأشخاص المشاركين أو المتعاطفين مع الحزب الشيوعي أو الجماعات ذات الصلة، مثل رودي لامبرت وتوماس أديس. استمرا في رؤية بعضهما البعض بعد زواجه من كيتي هاريسون في 1 نوفمبر 1940. أمضى أوبنهايمر وتاتلوك العام الجديد معًا في عام 1941، والتقيا مرة في فندق مارك هوبكنز في سان فرانسيسكو.

استخدِم ارتباط أوبنهايمر بأصدقائها كدليل ضده خلال جلسة الاستماع الأمنية لعام 1954. في رسالة إلى اللواء كينيث دي نيكولز، المدير العام لهيئة الطاقة الذرية الأمريكية، بتاريخ 4 مارس 1954، وصف أوبنهايمر ارتباطهما على النحو التالي:
في ربيع عام 1936، تعرفت من قبل أصدقائي على جان تاتلوك، ابنة أستاذ مشهور في اللغة الإنجليزية في الجامعة، وفي الخريف، بدأت بالتودد إليها، وكنا قريبين من بعضنا البعض. لقد اقتربنا مرتين على الأقل من الزواج لدرجة اعتبرنا أنفسنا مخطوبين. نادرًا ما رأيتها بين عام 1939 ووفاتها عام 1944. أخبرتني عن عضويتها في الحزب الشيوعي، لقد عادوا مرة أخرى، وخرجوا من الشؤون مرة أخرى، ولم يبدو أبدًا أنهم يوفرون لها ما كانت تسعى إليه. لا أعتقد أن اهتماماتها كانت سياسية حقًا. أحبت هذا البلد وشعبه وحياته. لقد كانت، كما اتضح فيما بعد، صديقة للعديد من رفاقها الرحالة والشيوعيين، وقد تعرفت على عدد منهم فيما بعد. لا ينبغي أن أعطي انطباعًا بأنه بسبب جان تاتلوك بالكامل، فقد كونت صداقات يسارية، أو شعرت بالتعاطف مع قضايا كانت حتى الآن تبدو بعيدة جدًا عني، مثل قضية الموالين في إسبانيا، ومنظمة العمال المهاجرين. لقد ذكرت بعض الأسباب المساهمة الأخرى. لقد أحببت الإحساس الجديد بالرفقة، وفي ذلك الوقت شعرت أنني قادم لأكون جزءًا من حياة وقتي وبلدي.
بينما اعتقد بعض المؤرخين أن أوبنهايمر كان على علاقة خارج نطاق الزواج مع تاتلوك أثناء عمله في مشروع مانهاتن، يؤكد آخرون أنه التقى مع تاتلوك مرة واحدة فقط بعد اختياره لرئاسة مختبر لوس ألاموس في منتصف يونيو 1943. في 14 يونيو 1943، كان أوبنهايمر في بيركلي لتوظيف ديفيد هوكينز كمساعد إداري. ذهبوا إلى مطعم مكسيكي بسيارتها الخضراء بليموث كوبيه عام 1935، وقضوا الليلة معًا في شقتها في سان فرانسيسكو في شارع 1405 مونتغمري. طوال الوقت، خضع عملاء الجيش الأمريكي، المنتظرين في الشارع بالخارج، للمراقبة. أخبرته في ذلك الاجتماع أنها ما تزال تحبه وتريد أن تكون معه. لم يرها مرة أخرى أبدًا.
تذكرت إديث أرنستين جينكينز محادثة مع ماسون روبرتسون، وهي صديقة مقربة لتاتلوك، ادعت فيها أن تاتلوك أخبرتها أنها مثلية. من المعقول أن تاتلوك كانت على علاقة مع ماري إلين واشبورن. بصفتها محللة نفسية في الأربعينيات من القرن العشرين، رأت أن شذوذها الجنسي هي حالة مرضية يجب التغلب عليها، والتي ربما أدت إلى انتحارها في نهاية المطاف.

## موتها
عانت تاتلوك من اكتئاب سريري حاد، وخضعت للعلاج في مستشفى جبل صهيون. نحو الساعة 1 مساءً، في 5 يناير 1944، وصل والدها إلى شقتها في شارع 1405 مونتغمري. قرع الجرس ولكن بدا أن لا أحدًا في المنزل، فدخل من النافذة. وجدها ميتة، ملقاة على كومة من الوسائد في الحمام، ورأسها مغمور في حوض الاستحمام الممتلئ جزئيًا. كانت هناك رسالة انتحار غير موقعة نصها:
أشعر بالاشمئزاز من كل شيء... لمن أحبني وساعدني كل الحب والشجاعة. أردت أن أعيش وأن أعطي وأصبت بالشلل بطريقة ما. حاولت جاهدة أن أفهم ولم أستطع... أعتقد أنني كنت سأكون ذات مسؤولية طوال حياتي -على الأقل يمكنني التخلص من عبء الروح المشلولة من عالم القتال.
وجد والدها مراسلاتها وغربلها، وحرق الرسائل والصور في المدفأة. في الساعة 5:10 مساءً، اتصل بمنزل هالستيد الجنائزي، الذي اتصل بالشرطة. وصلت الشرطة الساعة 5:30 مساءً برفقة نائب الطبيب الشرعي. في وقت وفاتها، كانت تحت المراقبة من قبل مكتب التحقيقات الفيدرالي، وتنصتوا على هاتفها، لذلك كان من أوائل الأشخاص الذين أبلغوا بذلك هو مدير مكتب التحقيقات الفيدرالي جاي. إدغار هوفر، عبر المبرقة الكاتبة. وردت أنباء وفاتها في صحف منطقة الخليج.
أبرقت واشبورن لشارلوت سيربر في لوس ألاموس. بصفتها أمينة المكتبة، تمكنت من الوصول إلى المنطقة التقنية، وأخبرت زوجها الفيزيائي روبرت سيربر، الذي ذهب بعد ذلك لإبلاغ أوبنهايمر. عندما وصل إلى مكتبه، اكتشف أن أوبنهايمر يعرف بالفعل. تلقى قائد الأمن في لوس ألاموس، الكابتن بير دي سيلفا، الأخبار من خلال التنصت واستخبارات الجيش، ونقلها إلى أوبنهايمر. قدمت تاتلوك لأوبنهايمر شعر جون دون، ويعتقد على نطاق واسع أنه أطلق على أول اختبار لسلاح نووي اسم «ترينيتي» في إشارة إلى إحدى قصائد دون، تكريمًا لها. في عام 1962، كتبت ليزلي غروفز إلى أوبنهايمر عن أصل الاسم، واستخلصت هذا الرد:

نعم لقد اقترحته... لا أعرف لما اخترت الاسم، لكنني أعرف ما هي الأفكار التي كانت في ذهني. هناك قصيدة أحبها وأعرفها لجون دون، كتبها قبل وفاته مباشرة. أقتبس منها:
كما الغرب والشرق
في كل الخرائط المسطحة –وأنا واحد- وهي واحدة
لذلك فالموت يمس القيامة
في قصيدة تعبدية أخرى معروفة، يفتتح دون:

ضرب قلبي، الثالوث المقدس.
عاد تحقيق رسمي في فبراير 1944 وحكم «بالانتحار، الدافع غير معروف». في تقريره، وجد الطبيب الشرعي أن تاتلوك قد أكلت وجبة كاملة قبل وفاتها بوقت قصير. لقد تناولت بعض الباربتيورات، لكن ليس جرعة قاتلة. عُثر على آثار هيدرات الكلورال، وهو عقار يرتبط عادة «بميكي فين» عند دمجه مع الكحول، ولكن لم يكن هناك كحول في دمها، على الرغم من الضرر الذي لحق بالبنكرياس الذي يشير إلى أنها كانت تشرب بكثرة. بصفتها طبيبة نفسية تعمل في المستشفى، كان لديها وصول إلى المهدئات مثل هيدرات الكلورال. وجد الطبيب الشرعي أنها توفيت نحو الساعة 4:30 من مساء يوم 4 يناير. سُجل سبب الوفاة على أنه «وذمة حادة في الرئتين مع احتقان رئوي» -غرق في حوض الاستحمام. يبدو أنها ركعت فوق حوض الاستحمام، وأخذت هيدرات الكلورال، وأغرقت رأسها في الماء.